# Veszélyes tanerők
Veszélyes tanerők (eredeti cím: Those Who Can't) 2016-tól 2019-ig vetített amerikai televíziós filmsorozat, amelynek alkotói Adam Cayton-Holland, Andrew Orvedahl és Ben Roy. A tévéfilmsorozat a 3 Arts Entertainment gyártásában készült. Műfaját tekintve filmvígjáték-sorozat. Amerikában a truTV tűzte műsorra 2016. február 11. és 2019. április 8. között. Magyarországon 2019. március 9-től a Humor+ vetíti.

## Szereplők

### Főszereplők
| Szereplő                 | Színész             | Magyar hang           |
| ------------------------ | ------------------- | --------------------- |
| Loren Payton             | Adam Cayton-Holland | Gubányi György István |
| Andy Fairbell            | Andrew Orvedahl     | Kisfalussi Lehel      |
| Billy Shoemaker          | Ben Roy             | Szabó Máté            |
| Abbey Logan              | Maria Thayer        | Solecki Janka         |
| Principal Geoffrey Quinn | Rory Scovel         | Túri Bálint           |

### Visszatérő szereplők
| Szereplő                   | Színész           | Magyar hang          |
| -------------------------- | ----------------- | -------------------- |
| Tammy                      | Sonya Eddy        | Kocsis Mariann       |
| Rod Knorr                  | Kyle Kinane       | Csík Csaba Krisztián |
| Leslie BVendékszereplőkrnn | Susie Essman      |                      |
| Summer                     | Mary Lynn Rajskub |                      |
| Superintendent Carson      | Peter Stormare    |                      |
| Cattie Goodman             | Cheri Oteri       |                      |
| Gil Nash                   | Patton Oswalt     |                      |
| Steven Sweeney             | Jerry Minor       |                      |

### Vendégszereplők
| Szereplő           | Színész               | Magyar hang |
| ------------------ | --------------------- | ----------- |
| Gwen Stephanie     | Sarah Michelle Gellar |             |
| Uncle Jake         | T. J. Miller          |             |
| Measles            | Mark Hoppus           |             |
| Officer Callahan   | Michael Madsen        |             |
| Coach Irontoe      | Will Sasso            |             |
| Coach Joe Donnelly | Kurt Angle            |             |

## Évados áttekintés
| Évad | Évad | Részek száma | Részek száma | Eredeti sugárzás  | Eredeti sugárzás  | Eredeti adó | Magyar sugárzás   | Magyar sugárzás  | Magyar adó |
| Évad | Évad | Részek száma | Részek száma | Évadbemutató      | Évadzáró          | Eredeti adó | Évadbemutató      | Évadzáró         | Magyar adó |
| ---- | ---- | ------------ | ------------ | ----------------- | ----------------- | ----------- | ----------------- | ---------------- | ---------- |
|      | 1.   | 10           | 10           | 2016. február 11. | 2016. április 14. | truTV       | 2019. március 9.  | 2019. április 6. | Humor+     |
|      | 2.   | 12           | 12           | 2016. október 6.  | 2016. december 8. | truTV       | 2019. április 13. | 2019. május 18.  | Humor+     |
|      | 3.   | 13           | 13           | 2019. január 19.  | 2019. április 8.  | truTV       | 2019. május 25.   | ?                | Humor+     |